# Trần Tiến Đại
Trần Tiến Đại (sinh năm 1966), biệt danh cò Đại, là một nhà môi giới cầu thủ và huấn luyện viên bóng đá người Việt Nam. Từng có thời gian ngắn thi đấu cho đội hình B của đội bóng đá Công an Thành phố Hồ Chí Minh, "cò Đại" sau đó chuyển qua công việc kinh doanh và được nhiều người biết đến với tư cách là nhà quản lý. Ông từng làm Giám đốc điều hành của đội Xi măng The Vissai Ninh Bình, Sài Gòn Xuân Thành và là Giám đốc thể thao cho Sông Lam Nghệ An. 
Trong vai trò huấn luyện viên, ông giúp đội Sài Gòn Xuân Thành giành hạng ba V-League 2012 và vô địch Cúp Quốc gia 2012. Sau khi quay trở lại trong vai trò huấn luyện viên của đội Công an Hà Nội cuối mùa giải 2023, ông giúp đội bóng đoạt chức vô địch V. League 1.

## Sự nghiệp
Xuất thân là cầu thủ của Trường Năng khiếu Nghiệp vụ Thành phố Hố Chí Minh, Trần Tiến Đại được đưa về khoác áo đội bóng Công an Thành phố Hồ Chí Minh, nhưng chủ yếu trong vai trò dự bị và thi đấu ở các vị trí hậu vệ và tiền vệ biên. Sự nghiệp cầu thủ của ông cũng không có nhiều điểm nổi bật và sớm kết thúc vì chấn thương.
Sau đó, ông Đại chuyển hướng sang học ngoại ngữ và học nghề huấn luyện viên, bắt đầu từ vị trí trợ lý cho huấn luyện viên Lê Hữu Tường ở đội hạng Nhất Bưu điện Thành phố Hồ Chí Minh năm 2004. Năm 2005, ông sở hữu tấm bằng B huấn luyện viên của Liên đoàn bóng đá châu Á (AFC), và làm trợ lý huấn luyện viên ở đội tuyển U-20 Việt Nam dưới quyền của Đoàn Phùng. Sau khi thi trượt chứng chỉ Đại diện cầu thủ của FIFA năm 2006, ông thành lập công ty Đại Nguyên chuyên môi giới, cung cấp cầu thủ cho các câu lạc bộ tại Việt Nam, và giao chức danh giám đốc cho người anh em ruột. Bằng các mối quan hệ của mình, ông Đại đã bắt tay tìm kiếm nguồn cầu thủ từ châu Phi, Brasil và thường xuyên đi từ Bắc vào Nam qua lại với các câu lạc bộ để giới thiệu những cầu thủ này. Ông đã góp mặt trong hàng loạt những thương vụ chuyển nhượng tiền tỷ ở Việt Nam, với những Vũ Như Thành, Nguyễn Việt Thắng, Lê Phước Tứ, Huỳnh Kesley, hay các cầu thủ ngoại như Timothy Anjembe, Hoàng Vũ Samson.
Không chỉ dừng lại ở việc mua bán cầu thủ, Trần Tiến Đại còn được các giới chủ tin tưởng giao trọng trách lãnh đạo các đội bóng. Năm 2009, nhận lời mời của chủ tịch Hoàng Mạnh Trường, ông Đại đến Xi măng The Vissai Ninh Bình làm Giám đốc điều hành, rồi sau đó là huấn luyện viên tạm quyền ở mùa giải 2010 khi đội bóng này đang có thành tích thi đấu bết bát. Rời đất Ninh Bình, ông có thời gian ngắn làm Giám đốc tiếp thị thể thao cho Sông Lam Nghệ An, trước khi gắn bó với đội bóng Xi măng Xuân Thành Sài Gòn của bầu Thụy, nơi ông tiếp tục là giám đốc điều hành và huấn luyện viên tạm quyền của đội trong một vài thời điểm. Sau khi đội bóng giải thể vào năm 2013, ông Đại hầu như chỉ tập trung vào công việc kinh doanh ở châu Phi trước khi tái xuất trên cương vị chủ tịch câu lạc bộ Sài Gòn vào năm 2018, nhưng cũng từ chức chỉ trong vòng chưa tới nửa năm. Năm 2021, Trần Tiến Đại xuất hiện trong vai trò hậu thuẫn cho đội U-21 Gia Định tham dự Giải bóng đá U-21 Quốc gia.
Đầu mùa giải 2023, Trần Tiến Đại được bổ nhiệm vào chức danh giám đốc kỹ thuật của đội bóng mới thăng hạng Công an Hà Nội, và trở thành quyền huấn luyện viên của câu lạc bộ trong giai đoạn cuối mùa giải, nơi đội bóng đã giành chức vô địch V.League 1 lần thứ hai trong lịch sử và lần đầu tiên ngay khi vừa lên hạng. Ngày 7 tháng 8 năm 2024, ông chính thức thông báo chia tay câu lạc bộ Công an Hà Nội.

## Danh hiệu
Xi măng Xuân Thành Sài Gòn
- Cúp Quốc gia: 2012

Công an Hà Nội
- V.League 1: 2023